# Största tillåtna hastighet
Största tillåtna hastighet – STH är övre gräns för hur fort ett tåg får framföras på en viss sträcka. Hastigheten uttrycks i km/h.

## STH hos banan
För varje banavsnitt finns en fastställd STH. Den bestäms av kurvradier, järnvägsspårets kvalitet, avstånd till hinder m.m. Tavlor markerar i tid en ändring i banans STH. Vid ATC finns banans STH, tillsammans med avståndet till den nya STH, lagrad i baliser i spåret. Föraren uppmärksammas på den nya STH. Om föraren ej reagerar bromsas tåget till rätt hastighet. Med svensk ATC tillåts idag högst 250 km/h, med andra enklare signalsystem lägre värden. 
Under ungefär perioden 1950 till 1980 var den största tillåtna hastigheten som förekom i Sverige 130 km/h. Högre hastighet anses ge risk för föraren att missa signaler. Först när ATC med dataöverföring till tågen införts kunde hastigheten höjas till 160 och några år senare till 200.
Det nya europeiska systemet ERTMS är förberett för upp till 500 km/h, och i det systemet lagras banans STH i datorer och skickas med radio till tågen. Den högsta STH som förekommer i världen är 320 km/h, i Frankrike och Japan.
Beroende på bland annat kurvradie gäller minst ungefär följande STH:
400 m - 80 km/h
800 m - 120 km/h
1300 m - 160 km/h
2000 m - 200 km/h
3200 m - 250 km/h
4000 m - 300 km/h (rekommenderat 5500 m, Banverkets riktlinje för Götalandsbanan)
4700 m - 320 km/h (rekommenderat 6600 m, Banverkets riktlinje för Götalandsbanan)
Formeln är radie=v^2 * spårvidd / g / (ha + hb) där v är hastighet omräknad till m/s, g är tyngdkraft 9,8 N/kg, ha är rälsförhöjning(skillnad i höjd mellan rälerna), ofta 120–160 mm, och hb är rälsförhöjningsbrist (direkt kopplat till kurvkraft), ofta runt 100 mm utan lutande vagnskorg.

## STH hos tågen
Tåg med lutande vagnskorg och avancerad boggi kan ha högre STH, till exempel X2000 kan köras med 200 km/h i kurvor med 1500 m radie. 
För varje tåg finns en annan fastställd STH. Den bestäms av tågvagnarnas gångegenskaper, last, bromsar m.m. Vid ATC ligger STH inmatat i tågets färddator. STH bestäms då av den lägsta av banavsnittets och tågets största tillåtna hastigheter. Se vidare optiska signaler.
- Banverkets riktlinjer för bygget Götalandsbanan[död länk]